# 小出善三郎
小出 善三郎（こいで ぜんざぶろう、1930年（昭和5年）10月28日 - ）は、日本の政治家。元千葉県市原市長（3期）。

## 経歴
現在の千葉県市原市出身。成蹊大学政経学部卒。丸直社長、市原カーサービス代表、市原商工会議所会頭などを歴任する。
1991年の市原市長選挙に立候補し、当選する。1995年と1999年も再選。2003年市長選挙では元千葉県議の佐久間隆義に敗れた。